# Малая Песковатка
Малая Песковатка (Сухая Песковатка) — река в России, протекает в Ростовской области и Волгоградской области. Исток реки находится в Волгоградской области. Устье реки находится в 24 км по левому берегу реки Песковатки. Длина реки — 55 км, площадь водосборного бассейна — 585 км².

## История
У истока реки в XIX— начале XX века находился хутор Сухопесковацкий станицы Зотовской Хоперского округа Области Войска Донского. Ниже по течению реки расположены хутор Андреяновский и хутор Ежовка Алексеевского района Волгоградской области. За хутором Ежовка река пересекает границу с Ростовской областью.

## Данные водного реестра
По данным государственного водного реестра России относится к Донскому бассейновому округу, водохозяйственный участок реки — Дон от города Павловск и до устья реки Хопёр, без реки Подгорная, речной подбассейн реки — бассейны притоков Дона до впадения Хопра. Речной бассейн реки — Дон (российская часть бассейна).
Код объекта в государственном водном реестре — 05010101212107000005000.